# Gnidia canoargentea
Gnidia canoargentea är en tibastväxtart som först beskrevs av C.H. Wr., och fick sitt nu gällande namn av Ernest Friedrich Gilg. Gnidia canoargentea ingår i släktet Gnidia och familjen tibastväxter. Inga underarter finns listade i Catalogue of Life.